# Walki pod Zdziechową
Walki pod Zdziechową (także: Bitwa pod Zdziechową) – walki powstania wielkopolskiego, stoczone 30 i 31 grudnia 1918 pod wsią Zdziechowa, w wyniku których Polacy pokonali oddziały pruskiego Grenzschutzu i wstrzymali niemieckie plany odbicia Gniezna z rąk polskich.

## Historia
Stosunkowo łatwe opanowanie przez powstańców Gniezna w grudniu 1918 zaowocowało działaniami pruskimi w kierunku odbicia tego miasta z rąk polskich. Wieczorem 29 grudnia Niemcy, w ramach koncentracji sił w okolicach Gniezna, podciągnęli do oddalonej od tego miasta o 8 km Zdziechowej siły piechoty z Bydgoszczy (400 ludzi), a także (następnego dnia) kawalerię (jeden oddział), baterię artylerii polowej i ciężkie karabiny maszynowe (łącznie ciężkich i lekkich karabinów maszynowych było ponad 30). Oddziałami tymi dowodził podpułkownik w towarzystwie 26 oficerów. Żołnierze zajęli zabudowania dworskie i szkołę w Zdziechowej, z wyjątkiem artylerii, która stanęła pod Mącznikami.
Polacy powiadomieni o ruchach wojsk niemieckich przygotowali obronę miasta, śląc po pomoc do Wrześni i Poznania. Polski komendant miasta Zygmunt Kittel był osobą skłonną do ugody i pertraktacji, w związku z czym nawiązał rozmowy z Niemcami, odroczone przez nich do 30 grudnia z uwagi na rzekomy brak dowództwa. W tym czasie do Gniezna dotarły dwie kompanie z Wrześni pod dowództwem Władysława Wiewiórowskiego i Alojzego Nowaka oraz siły z Poznania (80 ludzi), dowodzone przez kapitana Władysława Sczanieckiego i dra Szulczewskiego. Z Poznania przywieziono rozkaz Naczelnej Rady Ludowej, zabraniający podejmowania walk z Niemcami, co było zgodne z polityką Kittela, który (nie znając nawet stanowiska niemieckiego) odesłał wrzesińskie siły z powrotem. Prusacy ostatecznie postawili na twarde stanowisko, żądając całkowitego złożenia broni przez oddziały powstańcze, w zamian za co mieliby nie wkraczać do Gniezna. Kittel nie odrzucił tych warunków i rozpoczął powrót do Gniezna, celem ich omówienia. W mieście sytuacja uległa jednak radykalizacji – dr Wojciech Jedlina-Jacobson sformował już cztery oddziały ochotnicze w liczbie 400 ludzi, które wyruszyły w stronę Zdziechowej celem nawiązania walki. Spotkany po drodze Kittel nakazał im odwrót, co wprowadziło zamieszanie w szeregach powstańców, z których część usłuchała tego rozkazu, a część pomaszerowała dalej na Zdziechową, prosząc o pomoc siły polskie z Wrześni, Witkowa, Powidza, Trzemeszna i Kłecka. W Łopiennie i Damasławku polskie załogi kolejowe wstrzymały dalsze transporty Niemców w stronę Gniezna, co ostatecznie zakończyło dopływ żołnierzy w ten rejon.
Jacobson zaplanował trójstronne uderzenie na Zdziechową i Mączniki: od zachodu (Obora, Obórka, Bojanice), od północnego wschodu (Świątniki, Modliszewo, Anielewo) i od południa, czyli od strony Gniezna, przy jednoczesnym pozorowaniu głównego ataku od północy. Sygnałem do szturmu wsi miał być odgłos ognia słyszany od południa.
Grupa południowa, dowodzona przez Teofila Bojanowskiego, sprawnie rozbroiła czujki niemieckie i rozpoczęła atak na szkołę w Zdziechowej, bronioną siłami około 50 Niemców. Gmach otoczono, ostrzelano i obrzucono granatami. Na pomoc nie przybyła załoga niemiecka z dworu, który po sprawnym zajęciu wsi został otoczony i efektywnie się bronił. Rozbrojono też niemieckich artylerzystów w Mącznikach, jednak niedostatecznie zabezpieczono armaty, które udało się Niemcom uprowadzić do Żnina. Pościg był nieudany.
Szybkie i stosunkowo łatwe zwycięstwo uśpiło czujność powstańców, z których część, zabrawszy jeńców, powróciła nawet do Gniezna. Kittel i Sczaniecki nie podjęli żadnych działań wspierających walki w Zdziechowej. Tymczasem sprawny kontratak niemiecki z trudem odpierali pozostali w Zdziechowej Polacy. Sytuacja okazała się tak trudna, że zdecydowano się na podjęcie pertraktacji. Niemcy byli w o tyle słabym położeniu, że nie znali liczebności sił polskich i ich możliwości wsparcia z zewnątrz. Rozmowy zakończono 31 grudnia – Niemcy zostali całkowicie rozbrojeni, czemu dopomogło przybycie posiłków powstańczych z Wrześni, Witkowa i Trzemeszna. Towarzyszyło temu krótkie zamieszania, gdyż Niemcy widząc nadciągające oddziały powstańcze otworzyli do nich ogień – poległ nawet jeden Polak. Ostatecznie rozmowy przerwano i zażądano bezwarunkowego złożenia broni, co nastąpiło mimo protestu oficerów. Szeregowi żołnierze niemieccy zostali zaagitowani przez Polaków i samodzielnie złożyli broń. Do niewoli dostała się cała załoga pruska – 350 żołnierzy i oficerów. Wszyscy zostali odprowadzeni do Gniezna, a następnie przewiezieni do Poznania. Bitwa zakończyła się pełnym sukcesem powstańców wielkopolskich.